# Eugénie Hamer

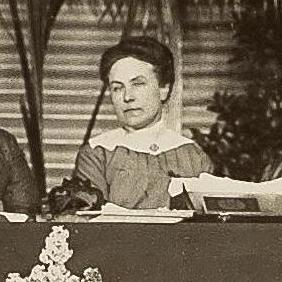
Eugénie Hamer (1915)

Eugénie Hamer (* 15. November 1865 in Löwen; † 28. April 1951 in Antwerpen) war eine belgische Journalistin und Schriftstellerin. Sie war 1906 Mitbegründerin der Alliance Belge pour la Paix par l'Éducation [Belgischen Allianz für Frieden durch Erziehung] und gehörte 1915 zu den Initiatorinnen des Internationalen Komitees der Frauen für einen dauerhaften Frieden, das heute noch als Internationale Frauenliga für Frieden und Freiheit (WILPF) aktiv ist.

## Herkunft
Eugénie Hamer wurde am 15. November 1865 als Tochter von Jean-Michel Hamer und von Eugénie geb. Louvain in Löwen im flämischen Brabant geboren. Ihr Vater war Offizier und starb, als sie noch klein war. Ihre Mutter zog mit den Kindern nach Antwerpen. Sie legte großen Wert darauf, dass Eugénie und ihr Bruder Georges (geb. 1872) eine gute Ausbildung erhielten.

## Friedensaktivistin
Hamer engagierte sich als junge Frau im Cercle des Dames de la Croix Rouge [Frauenunterstützungskreis des Roten Kreuzes] und fungierte als dessen Generalsekretärin. 1906 war sie Mitbegründerin der Alliance Belge pour la Paix par l'Éducation [Belgische Allianz für den Frieden durch Erziehung]. Das Ziel der Organisation war es, pazifistische und diplomatische Lösungen für Konflikte durch Bildungsinitiativen an Schulen und in Gemeinschaften zu fördern. Florence de Laveleye (geb. Wheeler) wurde zur ersten Präsidentin der Allianz gewählt und Hamer zur stellvertretenden Generalsekretärin. Im Jahr 1910 waren sie und Laveleye die belgischen Delegierten der Organisation auf dem Welt-Friedenskongress in Stockholm. 1911 wurde sie Generalsekretärin der Organisation und 1915 Vizepräsidentin. Obwohl die Organisation offiziell unpolitisch war, gehörte die Alliance Belge pour la Paix par l'Éducation zur feministischen Sozialreformbewegung und vertrat die Ansicht, dass Bildung und das Frauenwahlrecht wichtige Instrumente zur Kriegsverhinderung seien. Politische Neutralität und die Vertretung von Frauen waren für Hamer so wichtig, dass sie 1911 das Angebot des Politikers und späteren Friedensnobelpreisträgers Henri La Fontaine ablehnte, einer Föderation beizutreten, um pazifistische Aktionen in Belgien in einer einzigen Organisation zu vereinen. Sie informierte La Fontaine, dass ihre Organisation wichtige Verbindungen zu anderen feministischen Organisationen wie dem Conseil National des Femmes Belges [Nationaler Rat der belgischen Frauen] und der Vrouwehvereeniging der Antwerpen [Frauenvereinigung von Antwerpen] habe, die ihrer Vereinigung Zugang zu internationalen Zeitschriften, Verlagswesen und Fundraising-Netzwerken verschaffte. Auf dem ersten belgischen Friedenskongress 1913 legte sie einen Bericht über den Pazifismus vor, in dem sie die Bedeutung der Bildung als Mittel zur Erreichung von Frieden und internationaler Zusammenarbeit hervorhob. Im Verlauf dieses Jahres änderte Hamer angesichts der unruhigen internationalen Lage jedoch ihre Meinung und schloss sich nach der Konferenz der Alliance Belge pour la Paix par l'Éducation mit der Fédération des Sociétés belges de la Paix [Föderation der belgischen Friedensgesellschaften] zusammen.

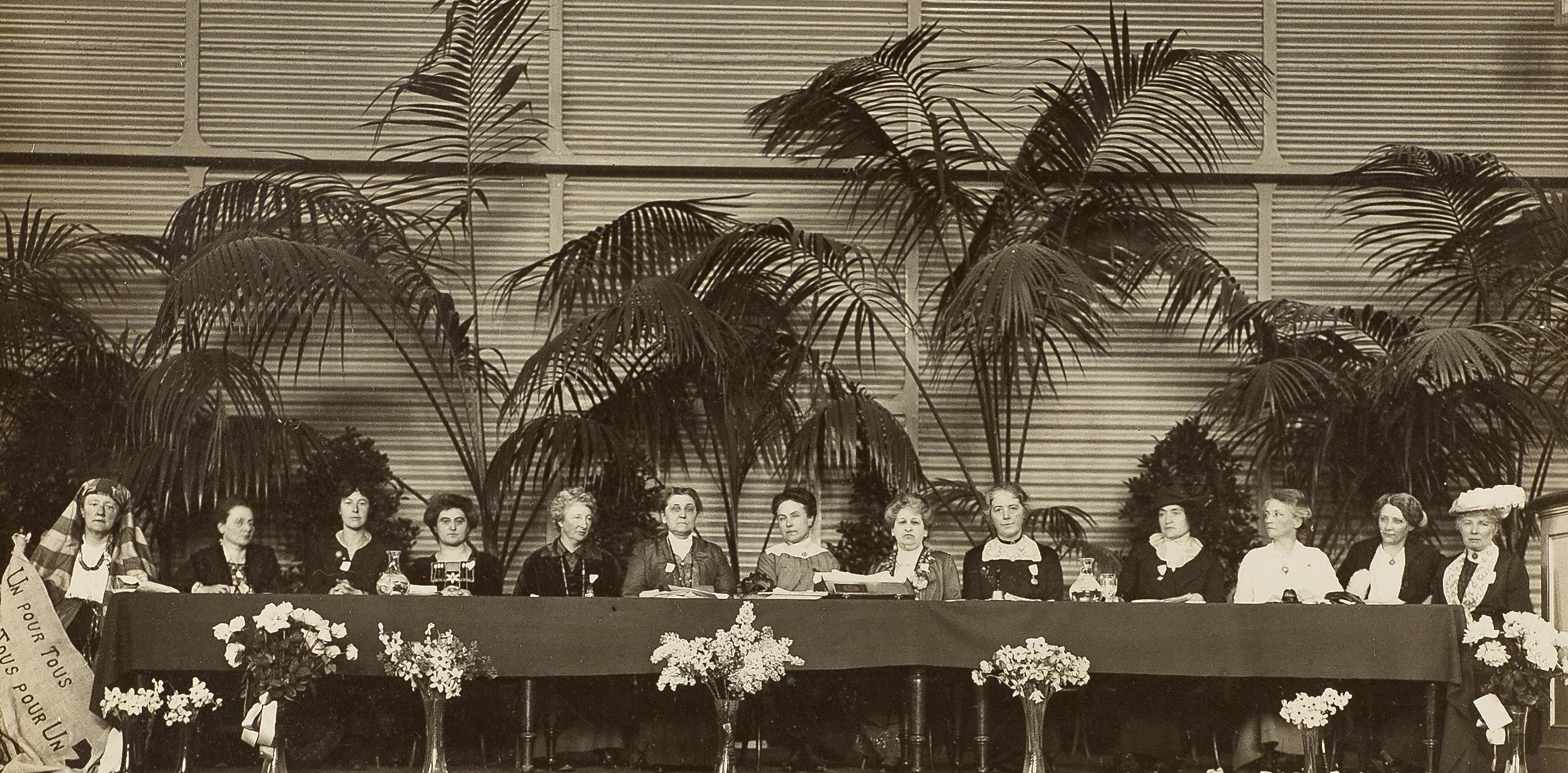
Internationaler Frauenfriedenskongress 1915 in Den Haag, von links nach rechts:1. Lucy Thoumaian – Armenien, 2. Leopoldine Kulka, 3. Laura Hughes – Kanada, 4. Rosika Schwimmer – Ungarn, 5. Anita Augspurg – Deutschland, 6. Jane Addams – USA, 7. Eugénie Hamer – Belgien, 8. Aletta Jacobs – Niederlande, 9. Chrystal Macmillan – Großbritannien, 10. Rosa Genoni – Italien, 11. Anna Kleman – Schweden, 12. Thora Daugaard – Dänemark, 13. Louisa Keilhau – Norwegen

Während des Ersten Weltkriegs diente Hamer als Krankenschwester und organisierte Spendensammlungen, um einen Ambulanzdienst einzurichten und eine angemessene Versorgung der Verwundeten zu gewährleisten. Ihr Bruder Georges diente mit Auszeichnung im Krieg und wurde mehrfach verwundet. Sie pflegte ihn wieder gesund. Hamer kämpfte als überzeugte Pazifistin mit ihren patriotischen Gefühlen und vertrat die Ansicht, dass es keinen Frieden geben könne, solange Belgien nicht befreit sei. Obwohl sich belgische Feministinnen wie Jane Brigode weigerten, an Treffen der International Woman Suffrage Alliance, an denen auch Deutsche mitwirkten, während des Krieges teilzunehmen, ging Hamer 1915 als Delegierte für die Alliance Belge pour la Paix par l'Éducation zum Internationalen Frauenfriedenskongress in Den Haag. Die Konferenz kam zustande, weil der in Berlin geplante Kongress der International Women Suffrage Alliance abgesagt worden war. Daraufhin schlug ein Komitee niederländischer Frauen unter der Leitung von Aletta Jacobs vor, dass die Niederlande als neutrales Land ein Treffen veranstalten könnten, um den Frauen die Möglichkeit zu geben, ihre Solidarität zu wahren. Hamer und die Schatzmeisterin der Allianz, Marguerite Sarton, entschlossen sich zur Teilnahme, um die Konferenz auch als Forum gegen die deutsche Besatzung Belgiens während des Ersten Weltkriegs zu nutzen.

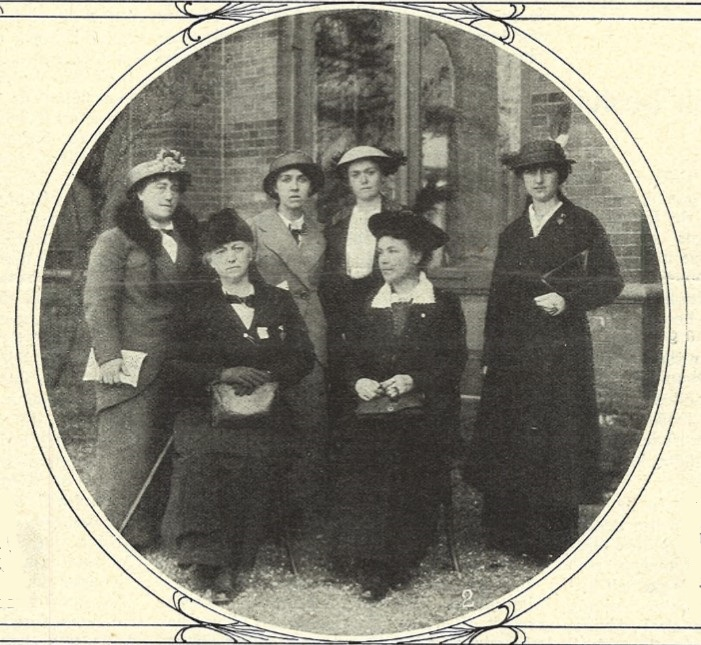
Die belgische Delegation des Frauenkongresses von 1915 in Den Haag, Hamer sitzend rechts

Hamer und Sarton konnten zusammen mit drei Delegierten des Cercle de Dames et Jeunes Filles Sionistes [Zionistischen Frauen- und Mädchenkreis] die deutschen Behörden dazu bewegen, ihnen Reisedokumente zu gewähren. Sie fuhren bis zur nordbelgischen Gemeinde Essen, wo sie eine Leibesvisitation über sich ergehen lassen mussten. Nach dem Grenzübertritt liefen sie zwei Stunden bis nach Roosendaal in den Niederlanden, von wo aus sie mit dem Zug weiterfuhren und Den Haag schließlich erreichten, als der Kongress bereits begonnen hatte. Um die Bedeutung der internationalen Zusammenarbeit deutlich zu machen, schlugen die deutschen Teilnehmer unter Führung von Anita Augspurg vor, dass alle belgischen Delegierten auf dem Podium Platz nehmen sollten. Hamer stimmte unter der Bedingung zu, dass sie vor der Versammlung sprechen dürfe. Jean Longuet berichtete, dass sie eine beeindruckende Rede darüber hielt, dass der Frieden auf Gerechtigkeit beruhen müsse. In den von den Teilnehmern verabschiedeten Entschließungen wurde die Notwendigkeit des Friedens bekräftigt und gefordert, dass in einer Friedensregelung keine Gebietsabtretungen ohne die Zustimmung der betroffenen Bevölkerung vorgenommen werden dürften. Andere Beschlüsse forderten die Schaffung eines ständigen internationalen Rates zur friedlichen Beilegung von Streitigkeiten zwischen den Nationen, die Einbeziehung von Frauen in den Friedensprozess und das Frauenwahlrecht.
Die Teilnehmerinnen der Konferenz gründeten das Internationale Komitee der Frauen für dauerhaften Frieden, das später als Internationale Frauenliga für Frieden und Freiheit (WILPF) bekannt wurde. Hamer und Sarton vertraten Belgien im internationalen Komitee. 1915 gründeten sie eine belgische Sektion, was durch die deutsche Besatzung massiv behindert wurde.
Auch nach dem Krieg engagierte sich Hamer weiter für pazifistische Anliegen. Sie schrieb häufig über die Beziehungen Belgiens zu Polen und den slawischen Ländern und wurde Geschäftsführerin des Comité des amities polonaises [Belgisch-Polnischen Freundschaftskomitees]. Sowohl sie als auch ihr Bruder nahmen an den Feierlichkeiten zur Enthüllung des Denkmals teil, das 1929 in Antwerpen zu Ehren der gefallenen Soldaten errichtet wurde. Georges sprach und Hamer legte einen Kranz zu Ehren der gefallenen Offiziere nieder. Zusammen mit anderen Würdenträgern nahm Hamer als Vertreterin des Komitees auch an der Eröffnung des polnischen Pavillons für die Weltausstellung von 1930 in Lüttich teil.
Die Organisation wurde in der Überzeugung gegründet, dass Bildung, politische Neutralität und das Frauenwahlrecht notwendige Komponenten für den Frieden seien. Sie war Teilnehmerin des Universal Peace Congress, der 1910 in Stockholm stattfand, des Ersten Nationalen Friedenskongresses von Belgien im Jahr 1913 und der Haager Konferenz des Internationalen Frauenkongresses in den Niederlanden 1915. Dies führte zur Gründung des Internationalen Komitees der Frauen für einen dauerhaften Frieden, das später als Internationale Frauenliga für Frieden und Freiheit (WILPF) bekannt wurde. Im selben Jahr war Hamer Mitbegründerin der belgischen Sektion der WILPF. Während des Ersten Weltkriegs meldete sie sich freiwillig als Krankenschwester und sammelte Geld für die Beschaffung von medizinischem Material und die Einrichtung eines Ambulanzdienstes.

## Publizistin
Hamer veröffentlichte in verschiedenen Zeitschriften und Magazinen und schrieb über verschiedene Themen wie Literatur, Kunst, Musik, Bildung, Geschichte, Wirtschaft und Politik. Sie beschäftigte sich mit den Werken belgischer, englischer und französischer Schriftsteller ebenso wie der Literatur der slawischen Länder. Ein Artikel über belgische Klöppelei wurde 1913 in Home veröffentlicht, 1925 beschäftigte sich „L'Art de nos dentellières“ [Die Kunst unserer Klöpplerinnen] in der Zeitschrift Touring Club de Belgique mit demselben Thema. Ab 1919 veröffentlichte sie historische Analysen in der Zeitschrift La Patrie Belge [Das belgische Vaterland]. Hamer wurde 1926 Redakteurin bei der katholischen Zeitung La Métropole. Sie veröffentlichte zwei Bücher, Histoire des littératures slaves [Geschichte der slawischen Literatur] und Relation de voyage [Bericht einer Reise] und arbeitete später mit der Zeitschrift L'Écho du Soir [Das Abend-Echo] zusammen. In den 1930er Jahren schrieb sie für Zeitungen und Zeitschriften wie L'Avenir du Luxembourg [Die Zukunft Luxemburgs] und Clarté [Klarheit].
Als Internationalistin schloss sie sich später Organisationen an, die die Freundschaft und Zusammenarbeit zwischen den Nationen förderten.
Eugénie Hamer starb am 28. April 1951 in Antwerpen.

## Ehrungen
- Sieg- und Erinnerungs-Medaillen und Ehrenplakette des Roten Kreuzes[1]
- 1921 Zivilmedaille 1. Klasse des Königreichs Belgien[18]
- 1923 Ritterin im Orden Polonia Restituta der Republik Polen[1][19]
- 1938 Ritterin im Orden des weißen Sterns Estlands für ihre Berichterstattung in La Métropole[1][20][21]

## Veröffentlichungen (Auswahl)
- Eugénie Hamer: Restitution d'œuvres d'art à la Belgique. In: La Patrie Belge. Band 1, Nr. 27. Le Soir, Brussels, Belgium Mai 1919, S. 437–439 (französisch, kbr.be).
- Eugénie Hamer: L'éducation supérieure de la femme en Belgique. In: La Patrie Belge. Band 1, Nr. 34. Le Soir, Brussels, Belgium Juli 1919, S. 547–550 (französisch, kbr.be).
- Eugénie Hamer: La Bataille de L'Yser. In: La Patrie Belge. Band 1, Nr. 50. Le Soir, Brussels, Belgium November 1919, S. 757–758 (französisch, kbr.be).
- Eugénie Hamer: Les Vieux Grognards de Napoléon. In: La Patrie Belge. Band 3, Nr. 7. Le Soir, Brussels, Belgium Juni 1921, S. 108–110 (französisch, kbr.be).
- Eugénie Hamer: Le château de Claremont. In: La Patrie Belge. Band 4, Nr. 8. Le Soir, Brussels, Belgium August 1922, S. 177–179 (französisch, kbr.be).
- Eugénie Hamer: Lettre de Pologne: Stefane Zeromski. In: La Renaissance d'Occident. Band XVI, Nr. 1. M. Gauchez, Brussels, Belgium November 1925, OCLC 18928981, S. 362–365 (französisch, bnf.fr).